# Капович, Михаил Эрикович
Михаил Эрикович Капович (род. 13 марта 1963, Хабаровск) — советский и американский математик. Кандидат физико-математических наук (1988).

## Биография
Родился в Хабаровске в семье военнослужащего Эри Исааковича Каповича (1928—1998) и доцента кафедры механики деформируемого твёрдого тела Хабаровского политехнического института Майи Моисеевны Зингерман (1936—1988), выпускницы Хабаровского института инженеров железнодорожного транспорта. Окончил механико-математический факультет Новосибирского университета (1980—1985). Диссертацию кандидата физико-математических наук по теме «Плоские конформные структуры на трёхмерных многообразиях и клейновы группы» защитил в 1988 году под руководством С. Л. Крушкаля в Институте математики СО АН СССР.
В 1988—1991 годах работал в Институте прикладной математики в Хабаровске. В 1991 году эмигрировал в США. В 1992—2003 годах работал в Университете Юты (с 1997 года профессор).
С 2003 года является профессором Калифорнийского университета в Дэвисе.
Занимается маломерной топологией и геометрией, Клейновыми группами, гиперболической геометрией, геометрической теорией групп, пространствами неположительной кривизны.

## Семья
- Дед — Исаак Исаевич Капович (Коган, 1896—1972), уроженец Леово, профессор политической экономии и исторического материализма, был заведующим еврейского сектора факультета социального воспитания Одесского института народного образования (1923—1929)[6] и членом президиума одесского комитета Общества распространения ремесленного труда среди евреев России.[7][8]
- Братья — математики Илья Капович[англ.], профессор Иллинойсского университета в Урбане-Шампейне (2012—2018) и Хантерского колледжа (с 2018); Виталий Капович, профессор Торонтского университета.
- Двоюродная сестра — Катя Капович, поэтесса, прозаик[9].
- Жена — математик Дженифер Скалтенс (англ. Jennifer Schultens), профессор Калифорнийского университета в Дэвисе.

## Признание
В 2006 году был приглашённым докладчиком на Международном математическом конгрессе в Мадриде.